# Мазнина
Мазнини се наричат естерите на тривалентния алкохол глицерол с висши мастни киселини. Те са най-разпространените липиди. Източник са на енергия. При разграждането им се образува голямо количество вода. По този начин мазнините са воден запас за онези животни, които прекарват известен период от годината в летаргичен „сън“, също и за живеещите в пустинни условия. Числят се към липидите. Изпълняват множество биологични функции, главно като резервен хранителен запас и термоизолиращ материал. При животните се натрупва в определен вид съединителна тъкан наречена мастна във вид на капчици. При варене на мазнини с вода се разлагат, а с NaOH (сода каустик) се осапунват. Те са неразтворими във вода, но се разтварят в органични разтворители.
Мазнините имат значителна хранителна стойност поради това, че внасят незаменими висши мастни киселини.
Познати са над 1300 вида природни мазнини. Мазнини се съдържат във всяка жива клетка. В животинските организми се отлагат главно в подкожната тъкан и около някои вътрешни органи. Съставляват 10 – 20% от общата маса на човека. В растенията се натрупват в семената и в някои плодове.
Обработената животинска мазнина се нарича лой.